# 西沙諸島
西沙諸島（せいさしょとう、中：西沙群岛）、パラセル諸島（英：Paracel Islands）または、ホアンサ諸島（ベトナム語：Quần đảo Hoàng Sa / 群島黃沙）は、ベトナムの東約240キロメートル、中華人民共和国の海南島の南東約300キロメートルに位置し、50近いサンゴ礁の島と岩礁で構成されている。全ての島嶼を中華人民共和国が実効支配しているが、ベトナムと台湾（中華民国）も領有権を主張している。
2016年7月12日、オランダ・ハーグの常設仲裁裁判所は、いわゆる九段線に囲まれた南シナ海の地域について中華人民共和国が主張してきた歴史的権利について、「国際法上の法的根拠がなく、国際法に違反する」とする判断を下した。

## 概要
西沙諸島は、東北部のアンフィトリテ諸島（英語: Amphitrite Group、中国語: 宣德環礁）と西南部のクレスセント諸島（英語: Crescent Group、中国語: 永樂環礁）の2つに大きく分けられる。
1907年に西沢吉治が東沙諸島に移住し、日本と清国に領土紛争が起こると、周辺の島嶼にも同様の累が及ぶことを恐れた両広総督の張人駿は、副将の呉敬栄をして西沙諸島の開発をさせることとし、1909年3月に西沙群島籌辦処を設置して、上陸調査を行っている。この調査には数十人が派遣されたが、悪天候のため3日間で3島を調査するのみにとどまった。また、燐鉱等の資源についても有用な調査結果は得られず、籌辦処は同年8月に廃止された。その後、新たに成立した中華民国や、阮朝を保護国としたフランスが西沙諸島を領有する動きを見せたが、日本は1938年12月に西沙諸島の編入を閣議決定。日本は敗戦までこの諸島を領有したが、1952年発効のサンフランシスコ講和条約により、日本は西沙諸島に関する権利、権原および請求権の放棄を国際社会に向けて明言し、その旨が中華民国との間で日華条約で承認された。
1954年の第一次インドシナ戦争の終結に伴い、旧宗主国のフランスが去って以後、1956年に中華人民共和国の中国人民解放軍は東のアンフィトリテ諸島を占領する。また北緯17度以南に成立したベトナム共和国（南ベトナム）が西のクレスセント諸島の複数の島礁を占領する。そしてベトナム戦争（1965年 - 1975年）中の1974年1月、中国人民解放軍が西のクレスセント諸島に侵攻して南ベトナム軍を排除し、西沙諸島全体を占領した。この際、南ベトナムの護衛艦1隻が撃沈された（西沙諸島の戦い）。1974年1月19日に同軍によって占領され、その後南北ベトナムの統一がありベトナムに社会主義政権が成立したものの返還はされず、その後も同諸島は全て中華人民共和国の実効支配下にある。
小さな島々で構成され、民間人はほとんど居住していない。島そのものにほとんど価値はないが、中国が主張する領海や広大な排他的経済水域 (EEZ) 内において漁業など海洋資源が重視されているほか、軍事的要衝としての価値がある。近年、中華人民共和国がこの多くの島に港や施設を建設し、特に西沙諸島を含めた南海諸島最大の島であるウッディー島には、軍民両用の滑走路や映画館などの施設を建設し、実効支配を強めている。
2012年9月3日付人民日報（海外版）は、中華人民共和国国家海洋局が西沙諸島、スカボロー礁（黄岩島）と尖閣諸島の周辺海域を人工衛星や航空機で遠隔監視する「海域動態監視観測管理システム」の範囲内に組み込んだと報じた。
2013年5月、中華民国総統であった李登輝は「（中国は）周辺国への内政や領土干渉を繰り返すことによって、自分たちの力を誇示しているのである。こうした中国の動きを説明するのに、私は『成金』という言葉をよく使う。経済力を背景に、ベトナムから西沙諸島を奪い、南沙諸島でフィリピンが領有していた地域に手を出し、そして日本領土である尖閣諸島の領海、領空侵犯を繰り返す中国は、札束の力で威張り散らす浅ましい『成金』の姿そのものである」と中国を批判している。
2016年1月30日に、アメリカ海軍の横須賀基地所属イージス駆逐艦「カーティス・ウィルバー」を派遣し、トリトン島（中建島）から12海里（約22km）内を航行させたことをアメリカ国防総省が明らかにした。南シナ海での航行の自由を行動で示す作戦（「航行の自由」作戦、Freedom Of Navigation Operation）の一環で、前年10月の南沙諸島（スプラトリー諸島）での実施以来2度目であり、これに対して中華人民共和国外交部は批判する談話を発表した。
同年2月17日、中華人民共和国がウッディー島に地対空ミサイルを配備したことが明らかになった。同年12月22日、ウッディー島行き旅客定期航空便が就航した。
このほか中華人民共和国は諸島の支配強化と国民の愛国心発揚のため、海南島の三亜港から客船クルーズを実施している。このツアーは中国人のみが対象で、始まった2013年4月から2016年までに延べ2万3000人が参加した。海南島からは「海上民兵」と呼ばれる漁民も送り込まれている。

## 主な島
- アンフィトリテ諸島（中国語: 宣徳環礁）
  - ウッディー島（中国語: 永興島） - 西沙諸島を含む南海諸島最大の島。面積は2.1km2。中国が建設した軍民共用の永興島空港がある。
    - 石島 - ウッディー島の北東に付属する島であったが埋め立てにより繋がった。最大標高 14m。

  - ツリー島（中国語: 趙述島）
  - ノース島
- クレスセント諸島（中国語: 永楽環礁）
  - 琛航島
  - 金銀島
- 他
  - 東島
  - トリトン島（中国語: 中建島） - 中国がヘリポートなどを建設。また、2023年8月現在で滑走路が新たに建設中である[21]。

### 全島礁
島・岩礁・砂州・暗礁・堆。（およそ島といえるものは14島）
| 名称               | 英語名           | 中国語名                    | ベトナム語名      | 位置                                                                | 面積 (km2) | 備考                                                     |
| ------------------ | ---------------- | --------------------------- | ----------------- | ------------------------------------------------------------------- | ---------- | -------------------------------------------------------- |
| アンフィトリテ諸島 | Amphitrite Group | 宣德環礁 (Xuande Qunjiao)   | Nhóm An Vĩnh      | 北緯16度53分 東経112度16分 / 北緯16.883度 東経112.267度             | -          | 西沙諸島の東北部                                         |
| ウッディー島       | Woody Island     | 永興島 (Yongxing Dao)       | Đảo Phú Lâm       | 北緯16度50分00秒 東経112度20分20秒 / 北緯16.83333度 東経112.33889度 | 2.1        | 中国が永興島空港を建設                                   |
|                    | Rocky Island     | 石島 (Shidao)               | Đảo Đá            | 北緯16度50分40秒 東経112度20分50秒 / 北緯16.84444度 東経112.34722度 | 0.08       | 永興島の付属島であったが埋め立てにより永興島と繋がった。 |
|                    | West Sand        | 西沙洲 (Xisha Zhou)         | Cồn cát Tây       |                                                                     | 0.04       | 砂州。中国で七連嶼 (Qilian Yu)と呼ばれる島礁のひとつ     |
| ツリー島           | Tree Island      | 趙述島 (Zhaoshudao)         | Đảo Cây           | 北緯16度58分50秒 東経112度16分20秒 / 北緯16.98056度 東経112.27222度 | 0.22       | 中国で七連嶼 (Qilian Yu)と呼ばれる島礁のひとつ           |
| ノース島           | North Island     | 北島 (Bei Dao)              | Đảo Bắc           | 北緯16度57分50秒 東経112度18分40秒 / 北緯16.96389度 東経112.31111度 | 0.4        | 中国で七連嶼 (Qilian Yu)と呼ばれる島礁のひとつ           |
|                    | Middle Island    | 中島 (Zhong Dao)            | Đảo Trung         | 北緯16度57分20秒 東経112度19分30秒 / 北緯16.95556度 東経112.32500度 | 0.2        | 中国で七連嶼 (Qilian Yu)と呼ばれる島礁のひとつ           |
|                    | South Island     | 南島 (Nan Dao)              | Đảo Nam           | 北緯16度56分50秒 東経112度20分00秒 / 北緯16.94722度 東経112.33333度 | 0.17       |                                                          |
|                    | North Sand       | 北沙洲 (Bei Shazhou)        | Cồn cát Bắc       |                                                                     | 0.02       | 砂州。中国で七連嶼 (Qilian Yu)と呼ばれる島礁のひとつ     |
|                    | Middle Sand      | 中沙洲 (Zhong Shazhou)      | Cồn cát Trung     |                                                                     | 0.05       | 砂州。中国で七連嶼 (Qilian Yu)と呼ばれる島礁のひとつ     |
|                    | South Sand       | 南沙洲 (Nan Shazhou)        | Cồn cát Nam       |                                                                     | 0.06       | 砂州。中国で七連嶼 (Qilian Yu)と呼ばれる島礁のひとつ     |
|                    |                  | 西新沙洲 (Xixin Shazhou)    | -                 |                                                                     | 0.002      | 砂州                                                     |
|                    |                  | 東新沙洲 (Dongxin Shazhou)  | -                 |                                                                     | 0.004      | 砂州                                                     |
|                    | Iltis Bank       | 銀鑠灘 (Yin Shuo Tan)       | Bãi Bình Sơn      |                                                                     | -          | 堆                                                       |
| クレスセント諸島   | Crescent Group   | 永樂環礁（Yongle Qunjiao）  | Nhóm Lưỡi Liềm    | 北緯16度30分 東経111度40分 / 北緯16.500度 東経111.667度             | -          |                                                          |
| ダンカン島         | Duncan Island    | 琛航島 (Chenhang Dao)       | Đảo Quang Hòa     | 北緯16度27分10秒 東経111度42分40秒 / 北緯16.45278度 東経111.71111度 | 0.48       |                                                          |
| パーム島           | Palm Island      | 廣金島 (Guangjin Dao)       | Đảo Quang Hòa Tây | 北緯16度27分10秒 東経111度42分00秒 / 北緯16.45278度 東経111.70000度 | 0.06       | 琛航島の付属島                                           |
| マネー島           | Money Island     | 金銀島 (Jinyin Dao)         | Đảo Quang Ảnh     | 北緯16度26分50秒 東経111度30分30秒 / 北緯16.44722度 東経111.50833度 | 0.36       |                                                          |
| パトル島           | Pattle Island    | 珊瑚島 (Shanhu Dao)         | Đảo Hoàng Sa      | 北緯16度32分00秒 東経111度36分30秒 / 北緯16.53333度 東経111.60833度 | 0.31       |                                                          |
| ロバート島         | Robert Island    | 甘泉島 (Ganquan Dao)        | Đảo Hữu Nhật      | 北緯16度30分20秒 東経111度35分10秒 / 北緯16.50556度 東経111.58611度 | 0.30       |                                                          |
| ドラモンド島       | Drummond Island  | 晋卿島 (Jinqing Dao)        | Đảo Duy Mộng      | 北緯16度27分50秒 東経111度44分30秒 / 北緯16.46389度 東経111.74167度 | 0.21       |                                                          |
| アンテロープ礁     | Antelope Reef    | 羚羊礁 (Lingyang Jiao)      | Đá Hải Sâm        | 北緯16度28分 東経111度35分 / 北緯16.467度 東経111.583度             |            | 永楽環礁の部分環礁                                       |
|                    |                  | 筐仔沙洲 (Kuangzai Shazhou) | -                 |                                                                     | 0.01       | 砂州                                                     |
|                    |                  | 石嶼 (Shi Yu)               | (Đảo Lưỡi Liềm?)  |                                                                     | 0.002      |                                                          |
|                    |                  | 銀嶼仔 (Yinyu Zai)          | –                 |                                                                     | 0.002      |                                                          |
|                    | Observation Bank | 銀嶼 (Yin Yu)               | Bãi Xà Cừ         |                                                                     | 0.01       | 砂州                                                     |
|                    |                  | 鴨公島 (Yagong Dao)         | Đảo Ba Ba         |                                                                     | 0.01       | 砂州                                                     |
|                    |                  | 全富島 (Quanfu Dao)         | Đảo Ốc Hoa        |                                                                     | 0.02       | 砂州                                                     |
|                    |                  | 咸舍嶼 (Xianshe Yu)         | (Đá Trà Tây?)     |                                                                     | -          |                                                          |
| 他                 | -                | -                           | -                 | -                                                                   | -          |                                                          |
|                    | Lincoln Island   | 東島 (Dong Dao)             | Đảo Linh Côn      | 北緯16度40分00秒 東経112度43分50秒 / 北緯16.66667度 東経112.73056度 | 1.60       |                                                          |
| トリトン島         | Triton Island    | 中建島 (Zhongjian Dao)      | Đảo Tri Tôn       | 北緯15度47分 東経111度12分 / 北緯15.783度 東経111.200度             | 1.20       | 中国が滑走路を建設中                                     |
|                    | Passu Keah       | 盤石嶼 (Panshi Yu)          | Đảo Bạch Quy      | 北緯16度03分20秒 東経111度45分40秒 / 北緯16.05556度 東経111.76111度 | 0.40       | 砂州                                                     |
|                    | Pyramid Rock     | 高尖石 (Gaojian Shi)        | Hòn Tháp          | 北緯16度35分 東経112度08分 / 北緯16.583度 東経112.133度             | 0.04       | 岩礁                                                     |
|                    | Discovery Reef   | 華光礁 (Huaguang Jiao)      | Đá Lồi            | 北緯16度10分 東経111度40分 / 北緯16.167度 東経111.667度             | -          |                                                          |
| ボンバイ礁         | Bombay Reef      | 浪花礁 (Langhua Jiao)       | Đá Bông Bay       | 北緯16度02分 東経112度32分 / 北緯16.033度 東経112.533度             | -          |                                                          |
|                    | Vuladdore Reef   | 玉琢礁 (Yuduo Jiao)         | Đá Chim Én        | 北緯16度20分 東経112度00分 / 北緯16.333度 東経112.000度             | -          |                                                          |
|                    | North Reef       | 北礁 (Bei Jiao)             | Đá Bắc            | 北緯17度05分 東経111度30分 / 北緯17.083度 東経111.500度             | -          |                                                          |
|                    | Herald Bank      | 嵩燾灘 (Songtao Tan)        | Bãi Ốc Tai Voi    | 北緯15度35分 東経112度15分 / 北緯15.583度 東経112.250度             | -          | 堆                                                       |
|                    | Bremen Bank      | 濱湄灘 (Binmei Tan)         | Bãi Châu Nhai     | 北緯16度22分 東経112度40分 / 北緯16.367度 東経112.667度             | -          | 堆                                                       |
|                    | Jehangire Bank   | 湛涵灘 (Zhanhan Tan)        | Bãi Quảng Nghĩa   | 北緯16度20分 東経112度30分 / 北緯16.333度 東経112.500度             | -          | 堆                                                       |
|                    | Neptuna Bank     | 北邊廊 (Beibian Lang)       | Bãi Thuỷ Tề       | 北緯16度31分 東経112度31分 / 北緯16.517度 東経112.517度             | -          | 堆                                                       |
|                    | Dido Bank        | 西渡灘 (Xidu Tan)           | Bãi Gò Nổi        | 北緯16度48分 東経112度52分 / 北緯16.800度 東経112.867度             | -          | 堆                                                       |

### 衛星画像

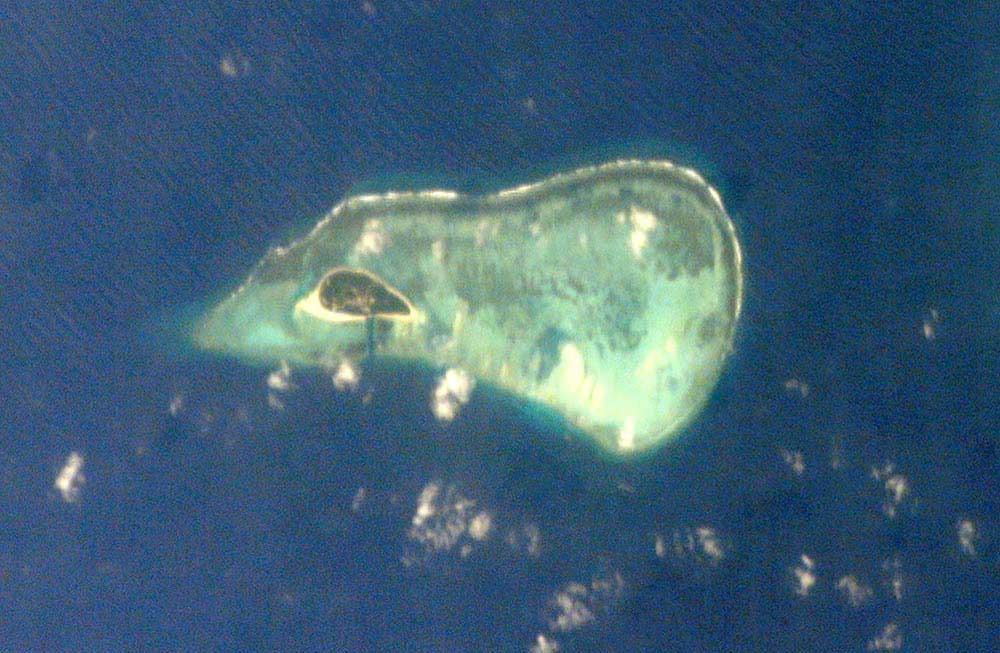
Money Island
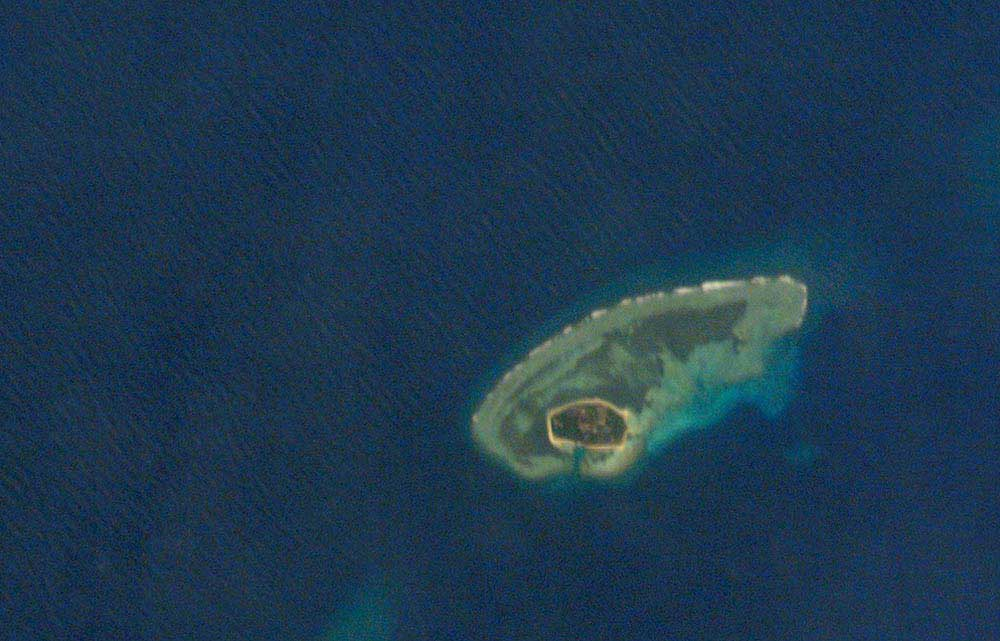
Pattle Island
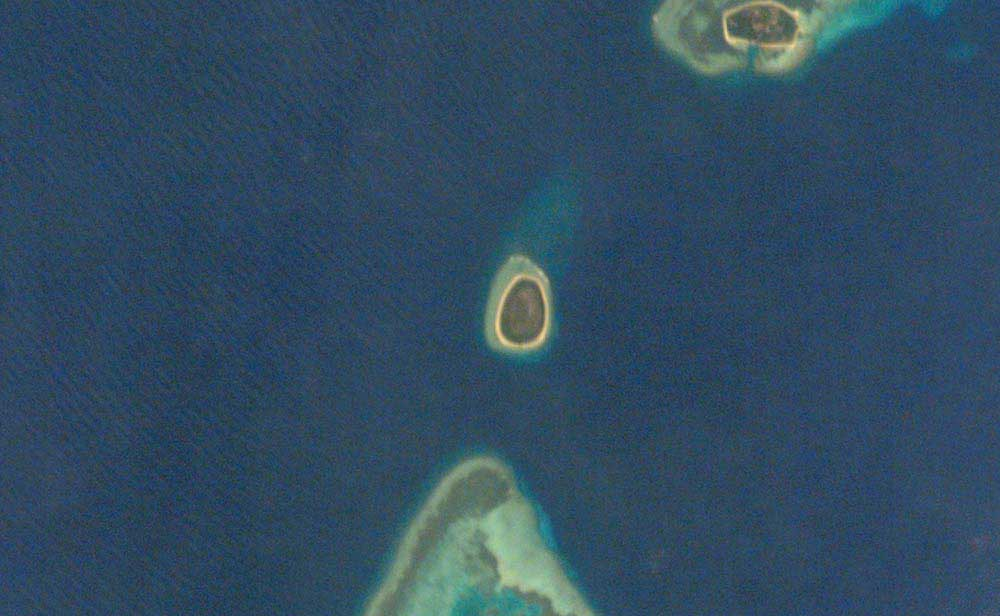
Robert Island
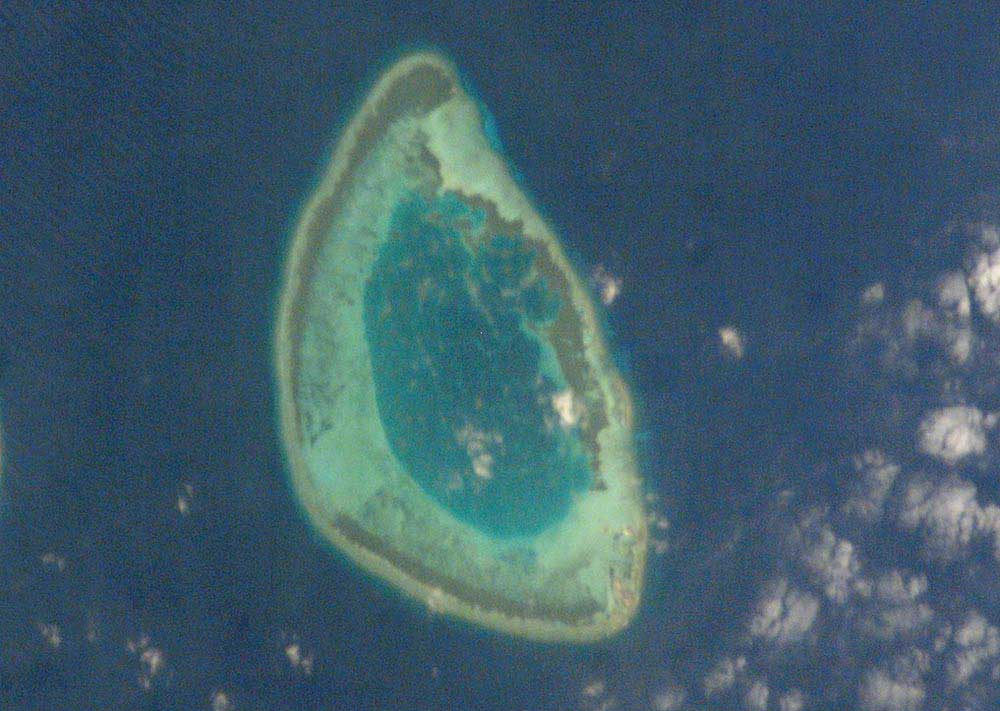
Antelope Reef
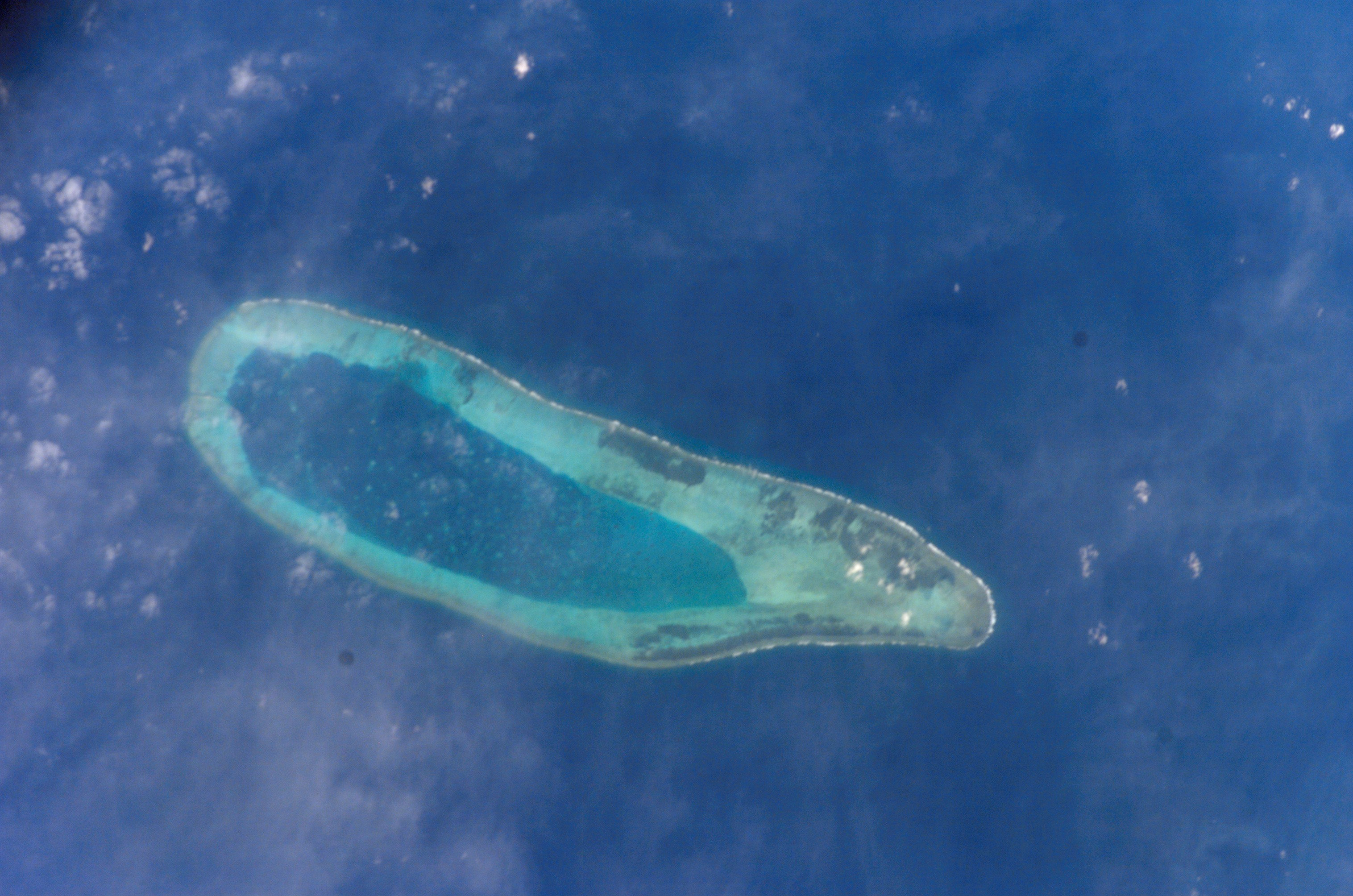
Bombay Reef
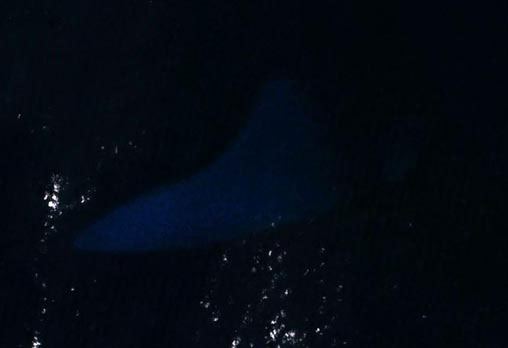
Bremen Bank
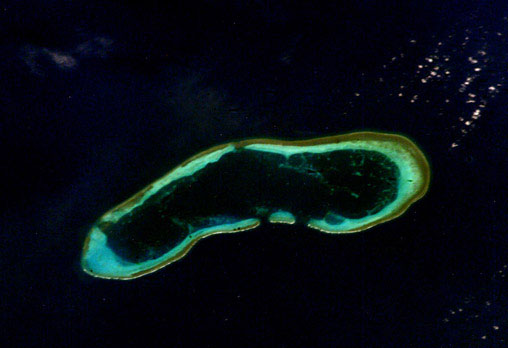
Discovery Reef
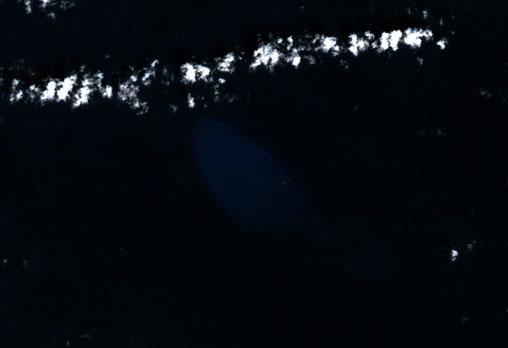
Iltis Bank
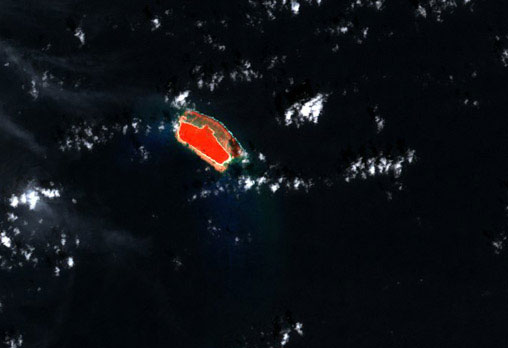
Lincoln Island
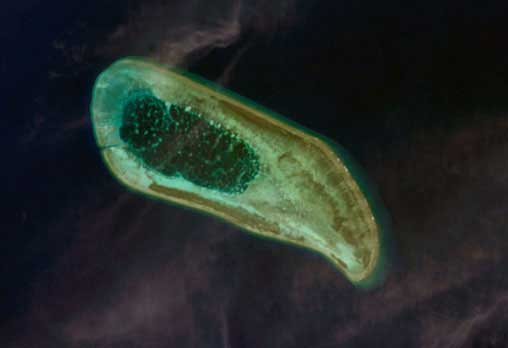
North Reef
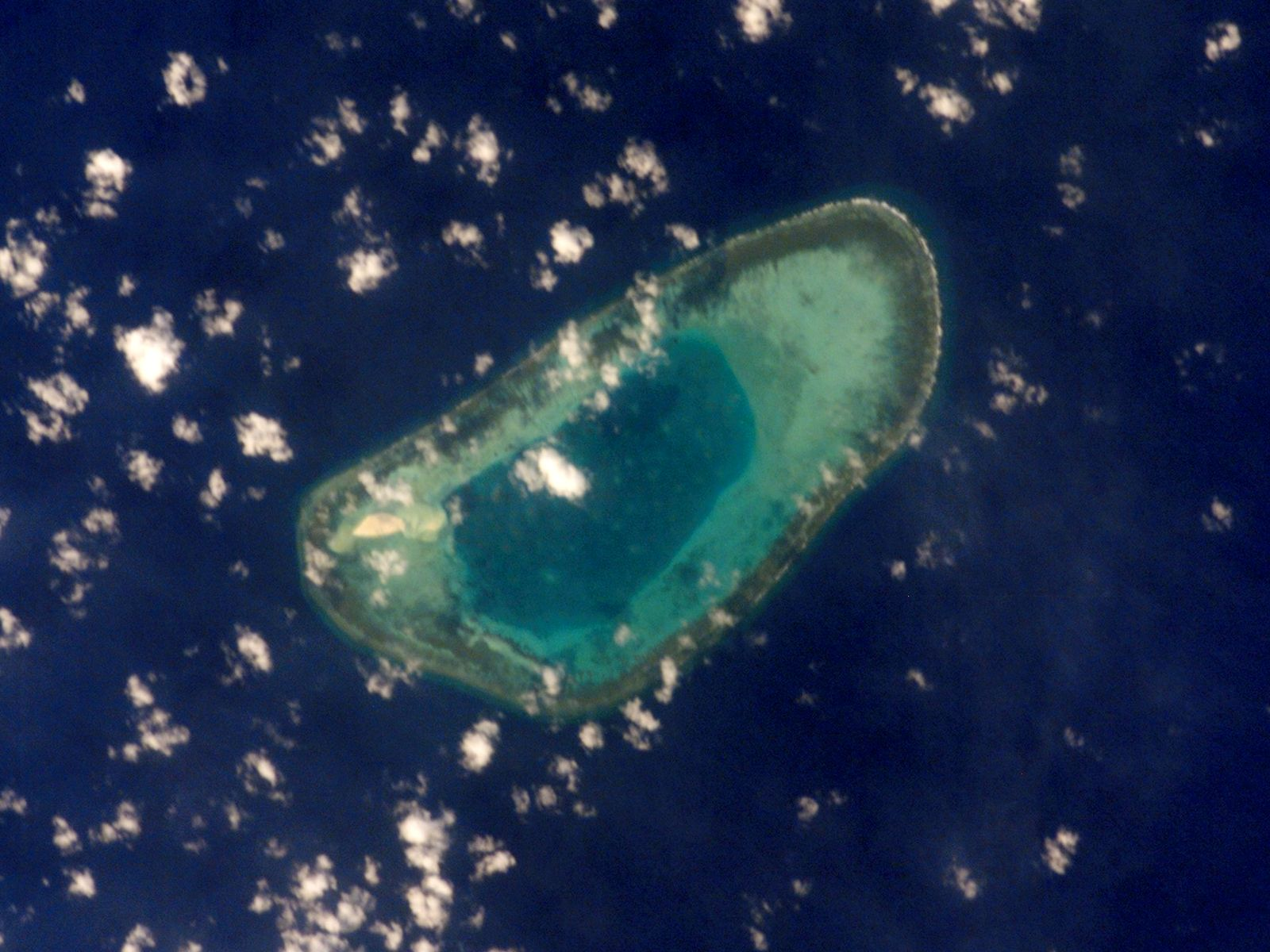
Passu Keah Reef
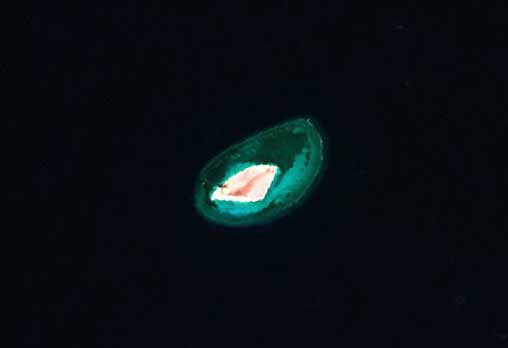
Triton Island

## 上陸方法
中華人民共和国民であれば西沙諸島ツアーに参加することができ（一等4人部屋で1人当たり8200元）、海南島の港からフェリーで15時間で行くことが出来る。外国人は参加することが出来ない。通常3泊4日のツアーで1日目に出港、2日目（朝8時30分頃）に銀嶼島が見え、その後上陸、3日目に鴨公島と全富島を回り（上陸も可）、4日目に帰港する。